# Premier van Oekraïne
De premier van Oekraïne (Oekraïens: Прем'єр-міністр України) is de voorzitter van de Regering van Oekraïne. Het ambt van minister-president van Oekraïne werd voor het eerst gebruikt in 1917 in de Oekraïense Volksrepubliek. Na de Oekraïense onafhankelijkheid in 1991 werd het ambt van minister-president weer heringevoerd, ditmaal voor het huidige Oekraïne. De huidige premier van Oekraïne is Joelija Svyrydenko, die sinds 17 juli 2025 de premier is.

## Taken en bevoegdheden
De minister-president staat aan het hoofd van het kabinet van ministers en ondertekent wetten die door het kabinet zijn aangenomen. De premier heeft de bevoegdheid om kandidaten voor ministeriefuncties voor te dragen aan de Verchovna Rada. Maar de premier kan geen voorstellen indienen voor het ambt van minister van Buitenlandse Zaken en minister van Defensie. Die ministersposten worden op voorstel van de president aan het parlement voorgedragen.
Het kantoor van de minister-president bevindt zich in het Regeringsgebouw in Kyiv.

### Vicepremier
Als de minister-president, vanwege verschillende redenen, afwezig is, worden zijn taken overgenomen door de eerste vicepremier. De vicepremier neemt de taken van de premier dan over, totdat de premier weer aanwezig is. Naast de eerste vicepremier zijn er nog meerdere vicepremiers. De overige vicepremiers helpen de minister-president met het leiding geven aan de verschillende departementen. Zo zijn er bijvoorbeeld speciale vicepremiers voor economische zaken, humanitair beleid, infrastructuur en voor bouw en communicatie.

## Benoeming en ontslag
De minister-president wordt door de president van Oekraïne benoemd, met goedkeuring van de Verchovna Rada. De premierskandidaat wordt pas door het parlement goedgekeurd wanneer er een normale meerderheid voor de kandidaat is. Als er een meerderheid is voor de premierskandidaat, dan wordt de premierskandidaat ook daadwerkelijk premier van Oekraïne en mag hij de nieuwe regering gaan leiden. Wanneer het parlement een kandidaat afwijst, dient de president weer een nieuw voorstel voor een premierskandidaat in, waar het parlement daar weer over kan stemmen.
In de Oekraïense grondwet staat dat de premier het recht heeft om zijn ontslag aan te bieden aan de Verchovna Rada. Het parlement behandelt de zaak alleen op de tiende dag na ontvangst van het ontslagverzoek. Als het parlement instemt met het ontslagverzoek, dan treed ook het gehele kabinet af. Het parlement kan ook een motie van wantrouwen tegen het kabinet indienen. Als de motie met een meerderheid wordt aangenomen, dan betekent dat ook ontslag voor zowel de premier als voor het hele kabinet. De motie van wantrouwen kan echter alleen één keer in een parlementaire jaar worden ingediend.
Als de premier door het parlement is ontslagen, wordt de eerste vicepremier automatisch de waarnemend premier. De waarnemend premier neemt de taken van de afgetreden premier over, totdat het parlement een nieuwe premier heeft gekozen.